# Олексій IV Ангел
Олексій IV Ангел (1182 — 8 лютого 1204) — імператор Східної Римської імперії (візантійський імператор) з 1203 року, коли за допомогою армії хрестоносців (четвертий хрестовий похід), він скинув свого дядька Олексія III. 
Незабаром він утратив підтримку хрестоносців, які до того часу вже зайняли Константинополь, був скинутий і убитий іншим Олексієм, Олексієм Мортзофлусом, зятем Олексія III, що послужило хрестоносцям приводом для розгарбування міста в той же рік.